# Революційний націоналістичний рух
Революційний націоналістичний рух (ісп. Movimiento Nacionalista Revolucionario listenⓘ) — болівійська політична партія, мала найбільшу популярність в країні упродовж XX століття. Зараз правоцентристська та консервативна політична партія.
Засновником партії був Віктор Пас Естенсоро.
Під час парламентських виборів 2002 партія здобула перемогу в союзі з Вільним болівійським рухом, набравши 26.9 % голосів і 36 із 130 місць у Палаті депутатів та 11 з 27 місць у Сенаті. Кандидат від партії на пост президента Гонсало Санчес де Лосада набрав 22.5 % голосів, отримавши пізніше згоду парламенту на зайняття посади президента. Санчеса було усунуто від влади 2003 року народним повстанням. Дотепер партія не має реального впливу на ситуацію в країні.
Нинішнім лідером партії є Гільєрмо Бедрегал Гутьєррес.